# Marian Biskup
Marian Biskup (ur. 19 grudnia 1922 w Inowrocławiu, zm. 16 kwietnia 2012 w Toruniu) – polski historyk, profesor nauk humanistycznych, specjalizujący się w historii Pomorza, historii strefy bałtyckiej, historii średniowieczna i nowożytnej oraz historii zakonu krzyżackiego.

## Życiorys
Urodził się w rodzinie Mieczysława i Zofii z domu Sobeckiej. W 1939 zdał tzw. małą maturę w Gimnazjum im. Jana Kasprowicza w Inowrocławiu, szkołę średnią ukończył w 1946 roku w Liceum dla Dorosłych w Inowrocławiu. W 1949 roku ukończył studia historyczne na Uniwersytecie Mikołaja Kopernika w Toruniu. W 1950 uzyskał stopień doktora, tematem rozprawy doktorskiej był Stosunek Kazimierza Jagiellończyka do Gdańska w dobie wojny trzynastoletniej (1440–1466), a promotorem Karol Górski. Habilitację uzyskał w 1957 roku w Instytucie Historii PAN na podstawie rozprawy Zjednoczenie Pomorza Wschodniego z Polską w połowie XV wieku. Tytuł profesora nadzwyczajnego nauk humanistycznych otrzymał w 1961, a profesora zwyczajnego w 1971 roku.
Od 1954 roku pracował w Instytucie Historii (w Pracowni Dziejów Prus Królewskich i Książęcych Zakładu Historii Pomorza), a od 1957 do 1972 w Katedrze Historii Powszechnej Starożytności i Średniowiecza UMK.
Od 1955 działał w Towarzystwie Naukowym w Toruniu, w latach 1983–2004 był jego prezesem. Od 1978 redaktor Polskiej Bibliografii Historycznej. Od 1967 członek Komitetu Nauk Historycznych Polskiej Akademii Nauk (w latach 1974–1981 oraz od 1984 członek Prezydium). W latach 1976–1980 członek Wojewódzkiego Komitetu w Toruniu oraz Ogólnopolskiego Komitetu Frontu Jedności Narodu. W latach 1986–1989 był członkiem Ogólnopolskiego Komitetu Grunwaldzkiego. W latach 1973–1978 pełnił funkcję prezesa Polskiego Towarzystwa Historycznego. Dzięki niemu powołano Olimpiadę Historyczną. Od 1991 był członkiem korespondentem, a od 1994 członkiem rzeczywistym Polskiej Akademii Nauk, a od 1990 Polskiej Akademii Umiejętności.
Był autorem ok. 500 prac, w tym ponad 15 książkowych (monografie i syntezy), ponad 100 artykułów naukowych i recenzji, 7 tomów źródeł (częściowo jako współwydawca) dotyczących m.in. historii Torunia, Pomorza, historii państwa i Zakonu Krzyżackiego w Prusach, Inflantach i Rzeszy, dziejów Prus Królewskich, dziejów Polski Jagiellońskiej w XV–XVI wieku oraz biografii Mikołaja Kopernika i jego dzieł ekonomicznych.
W 1946 roku odwiedził Elbląg, czego owocem było spisanie pierwszego zarysu historii miasta w języku polskim, dotyczącego średniowiecza i okresu nowożytnego. W 1957 roku, kiedy w Elblągu powstał Oddział Polskiego Towarzystwa Historycznego, rozpoczęto przygotowania do wydawania czasopisma „Rocznik Elbląski”. Profesor został redaktorem naukowym. W latach 1961–1985 zredagował dziesięć tomów Rocznika. Później był honorowym członkiem komitetu redakcyjnego.
Przez całe życie pozostawał mocno związany z Kujawami (pod jego redakcją wydawane były „Dzieje Inowrocławia”; był też od 1963 r. redaktorem naczelnym „Ziemi Kujawskiej”). W 1997 r. Rada Miejska Inowrocławia w dowód uznania dla jego dokonań nadała profesorowi tytuł Honorowego Obywatela Miasta Inowrocławia.

## Wybrane publikacje
- Stosunek Gdańska do Kazimierza Jagiellończyka w okresie wojny trzynastoletniej 1454–1466 (1952)
- Handel wiślany w latach 1454–1466 (1953)
- Gdańska flota kaperska w okresie wojny trzynastoletniej 1454–1466 (1953)
- Zjednoczenie Pomorza Wschodniego z Polską w połowie XV wieku (1959)
- Deklaracje podatkowe miast warmińskich z roku 1572 (1962)
- Trzynastoletnia wojna z Zakonem Krzyżackim 1454–1466 (1967)
- Dzieje Chełmna i jego regionu: zarys monograficzny (1968, redakcja pracy zbiorowej)
- Koronowo: zarys dziejów miasta (1968, redakcja pracy zbiorowej)
- Cztery polskie relacje ze Szwecji z końca XVI wieku (1970)
- Działalność Mikołaja Kopernika jako obywatela państwa polskiego (1971)
- Działalność publiczna Mikołaja Kopernika (1971)
- Mikołaj Kopernik, uczony i obywatel (1972, wspólnie z Jerzym Dobrzyckim)
- Dzieje Szubina (1974, redakcja pracy zbiorowej)
- Nowe badania nad biografią Mikołaja Kopernika: (założenia metodyczne i rezultaty) (1974)
- Geneza i znaczenie hołdu pruskiego 1525 roku (1975)
- Dzieje Inowrocławia. T. 1 (do 1919 r.) (1978, redakcja pracy zbiorowej)
- Grunwald w świadomości Polaków (1981, współautor, ISBN 83-01-03838-1)
- Krzyżackie druki w Rzeszy w okresie konfliktu z Polską w początkach XVI wieku (1981)
- Dzieje Inowrocławia. T. 2 (Od 1919 r. do końca lat siedemdziesiątych) (1982, redakcja pracy zbiorowej, ISBN 83-01-03637-0)
- Nieznane zjazdy Prus Krzyżackich z początków XVI wieku (1982)
- Polska a Zakon Krzyżacki w Prusach w początkach XVI wieku (1983, ISBN 83-7002-156-5)
- Dzieje Zakonu Krzyżackiego w Prusach (1986, wspólnie z Gerardem Labudą, ISBN 83-215-7220-0)
- Kazimierz Jagiellończyk: zbiór studiów o Polsce drugiej połowy XV wieku (1987, wspólnie z Karolem Górskim, ISBN 83-01-07291-1)
- Dzieje Chełmna: zarys monograficzny (1987, redakcja pracy zbiorowej)
- Wojna trzynastoletnia i powrót Polski nad Bałtyk w XV wieku (1990, ISBN 83-03-03076-0)
- Grunwaldzka bitwa: geneza, przebieg, znaczenie, tradycje (1991, ISBN 83-223-2533-9)
- „Wojna pruska”, czyli Wojna Polski z Zakonem Krzyżackim z lat 1519–1521 (1991, ISBN 83-7002-361-4)
- Wojny Polski z Zakonem Krzyżackim: (1308–1521) (1993, ISBN 83-85349-08-1)
- Historia Bydgoszczy. T. 1, Do roku 1920 (1991, redakcja pracy zbiorowej, ISBN 83-01-06667-9)
- Historia Bydgoszczy. T. 2 cz. 1, 1920–1939 (1999, redakcja pracy zbiorowej, ISBN 83-901329-0-7)
- Historia Bydgoszczy. T. 2 cz. 2, 1939–1945 (2004, redakcja pracy zbiorowej, ISBN 83-921454-0-2)
- Historia Torunia. T. 1, W czasach średniowiecza (do roku 1454) (1999, redakcja pracy zbiorowej, ISBN 83-87639-25-7)
- Historia Torunia. T. 2 cz. 1, U schyłku średniowiecza i w początkach odrodzenia (1454–1548) (1992, redakcja pracy zbiorowej, ISBN 83-85196-18-8)
- Historia Torunia. T. 2 cz. 3, Między barokiem i oświeceniem (1660–1793) (1996, redakcja pracy zbiorowej, ISBN 83-85196-39-0)
- Historia Torunia. T. 3 cz. 1, W czasach zaboru pruskiego (1793–1920) (2003, redakcja pracy zbiorowej, ISBN 83-87639-58-3)
- Historia Torunia. T. 3 cz. 2, W czasach Polski Odrodzonej i okupacji niemieckiej (1920–1945) (2006, redakcja pracy zbiorowej, ISBN 83-87639-79-6)
- Państwo zakonu krzyżackiego w Prusach: władza i społeczeństwo (2008, wspólnie z Romanem Czają, ISBN 978-83-01-15526-1)

## Członkostwo w akademiach i stowarzyszeniach naukowych
- członek korespondencyjny Akademii Historycznej Nauk w Paryżu
- członek Międzynarodowej Komisji Zgromadzeń Stanowych
- członek korespondencyjny Królewskiej Komisji do edycji źródeł do dziejów Skandynawii
- członek Fińskiego Towarzystwa Historycznego
- członek Towarzystwa Naukowego Jabłonowskich
- wiceprezes Międzynarodowej Historycznej Komisji do Dziejów Zakonu Krzyżackiego

## Ordery i odznaczenia
- Krzyż Komandorski Orderu Odrodzenia Polski (1993)[2]
- Order Sztandaru Pracy II klasy
- Krzyż Oficerski Orderu Odrodzenia Polski
- Krzyż Kawalerski Orderu Odrodzenia Polski
- Medal Komisji Edukacji Narodowej
- Medal św. Wojciecha (2002)[4]
- Medal Stolema (1987)
- Medal Stałego Komitetu Mediewistów Polskich „Lux et Laus” (2008)
- Odznaka Honorowa za Zasługi dla Województwa Kujawsko-Pomorskiego (2007)[5]

## Nagrody i wyróżnienia
- Nagroda resortowa I stopnia (1967)
- Nagroda Państwowa II stopnia (zespołowa, 1970)
- Nagroda I stopnia Ministra Obrony Narodowej w dziedzinie historii wojskowej (1988)
- Nagroda Fundacji na rzecz Nauki Polskiej za pracę Wojna Pruska, czyli walka Polski z zakonem krzyżackim z lat 1519–1521 (1992)
- Złote Astrolabium - honorowe wyróżnienie Towarzystwa Miłośników Torunia (1995)[2]
- Nagroda Prezydenta Miasta Gdańska w Dziedzinie Kultury (2000)[6]
- doktoraty honoris causa:
  - Uniwersytet im. Adama Mickiewicza (25 maja 1998)
  - Uniwersytet Gdański (25 października 2001)[7]
- Honorowy Obywatel Inowrocławia (1997)[8]
- Honorowy Obywatel Torunia (2000)[9]
- Honorowy Obywatel Elbląga (19 kwietnia 2007)[10]